# Afroplitis quadratus
Afroplitis quadratus är en fjärilsart som beskrevs av Pierre E.L. Viette 1954. Afroplitis quadratus ingår i släktet Afroplitis och familjen tandspinnare. Inga underarter finns listade i Catalogue of Life.